# Портленд Трейл Блейзерс
«Портленд Трейл Блейзерс» (англ. Portland Trail Blazers) — професійна баскетбольна команда, заснована у 1970, розташована в місті Портленд в штаті Орегон. Команда є членом Північно-Західного дивізіону Західної конференції Національної баскетбольної асоціації. 
Домашнім полем для «Трейл-Блейзерс» є Мода-центр.

## Статистика
В = Виграші, П = Програші, П% = Процент виграних матчів
| Сезон   | В    | П    | П%   | Плейоф                                                                                                  | Результати                                                                                     |
| ------- | ---- | ---- | ---- | --- | ---------------------------------------------------------------------------------------------- |
| 1970-71 | 29   | 53   | .354 | |                                                                                                |
| 1971-72 | 18   | 64   | .220 | |                                                                                                |
| 1972-73 | 21   | 61   | .256 | |                                                                                                |
| 1973-74 | 27   | 55   | .329 | |                                                                                                |
| 1974-75 | 38   | 44   | .463 | |                                                                                                |
| 1975-76 | 37   | 45   | .451 | |                                                                                                |
| 1976-77 | 49   | 33   | .598 | Виграли в першому раунді Виграли в півфіналі конференції Виграли в фіналі конференції Виграли в фіналі  | Портленд 2, Чикаго 1 Портленд 4, Денвер 2 Портленд 4, Лос-Анджелес 0 Портленд 4, Філадельфія 2 |
| 1977-78 | 58   | 24   | .707 | Програли в півфіналі конференції                                                                        | Сієтл 4, Портленд 2                                                                            |
| 1978-79 | 45   | 37   | .549 | Програли в першому раунді                                                                               | Фінікс 2, Портленд 1                                                                           |
| 1979-80 | 38   | 44   | .463 | Програли в першому раунді                                                                               | Сієтл 2, Портленд 1                                                                            |
| 1980-81 | 45   | 37   | .549 | Програли в першому раунді                                                                               | Канзас-Сіті 2, Портленд 1                                                                      |
| 1981-82 | 42   | 40   | .512 | |                                                                                                |
| 1982-83 | 46   | 36   | .561 | Виграли в першому раунді Програли в півфіналі конференції                                               | Портленд 2, Сієтл 0 Лос-Анджелес 4, Портленд 1                                                 |
| 1983-84 | 48   | 38   | .585 | Програли в першому раунді                                                                               | Фінікс 3, Портленд 2                                                                           |
| 1984-85 | 42   | 40   | .512 | Виграли в першому раунді Програли в півфіналі конференції                                               | Портленд 3, Даллас 1 Лос-Анджелес 4, Портленд 1                                                |
| 1985-86 | 40   | 42   | .489 | Програли в першому раунді                                                                               | Денвер 3, Портленд 1                                                                           |
| 1986-87 | 49   | 33   | .598 | Програли в першому раунді                                                                               | Х’юстон 3, Портленд 1                                                                          |
| 1987-88 | 53   | 29   | .646 | Програли в першому раунді                                                                               | Юта 3, Портленд 1                                                                              |
| 1988-89 | 39   | 43   | .476 | Програли в першому раунді                                                                               | Лос-Анджелес 3, Портленд 0                                                                     |
| 1989-90 | 59   | 23   | .720 | Виграли в першому раунді Виграли в півфіналі конференції Виграли в фіналі конференції Програли в фіналі | Портленд 3, Даллас 0 Портленд 4, Сан-Антоніо 3 Портленд 4, Фінікс 2 Детройт 4, Портленд 1      |
| 1990-91 | 63   | 19   | .768 | Виграли в першому раунді Виграли в півфіналі конференції Програли в фіналі конференції                  | Портленд 3, Сієтл 2 Портленд 4, Юта 1 Лос-Анджелес 4, Портленд 2                               |
| 1991-92 | 57   | 25   | .695 | Виграли в першому раунді Виграли в півфіналі конференції Виграли в фіналі конференції Програли в фіналі | Портленд 3, Лос-Анджелес 1 Портленд 4, Фінікс 1 Портленд 4, Юта 2 Чикаго 4, Портленд 2         |
| 1992-93 | 51   | 31   | .622 | Програли в першому раунді                                                                               | Сан-Антоніо 3, Портленд 1                                                                      |
| 1993-94 | 47   | 35   | .573 | Програли в першому раунді                                                                               | Х’юстон 3, Портленд 1                                                                          |
| 1994-95 | 44   | 38   | .537 | Програли в першому раунді                                                                               | Фінікс 3, Портленд 0                                                                           |
| 1995-96 | 44   | 38   | .537 | Програли в першому раунді                                                                               | Юта 3, Портленд 2                                                                              |
| 1996-97 | 49   | 33   | .598 | Програли в першому раунді                                                                               | Лос-Анджелес 3, Портленд 1                                                                     |
| 1997-98 | 46   | 36   | .561 | Програли в першому раунді                                                                               | Лос-Анджелес 3, Портленд 1                                                                     |
| 1998-99 | 35   | 15   | .700 | Виграли в першому раунді Виграли в півфіналі конференції Програли в фіналі конференції                  | Портленд 3, Фінікс 0 Портленд 4, Юта 2 Сан-Антоніо 4, Портленд 0                               |
| 1999-00 | 59   | 23   | .720 | Виграли в першому раунді Виграли в півфіналі конференції Програли в фіналі конференції                  | Портленд 3, Міннесота 1 Портленд 4, Юта 1 Лос-Анджелес 4, Портленд 3                           |
| 2000-01 | 50   | 32   | .610 | Програли в першому раунді                                                                               | Лос-Анджелес 3, Портленд 0                                                                     |
| 2001-02 | 49   | 33   | .598 | Програли в першому раунді                                                                               | Лос-Анджелес 3, Портленд 0                                                                     |
| 2002-03 | 50   | 32   | .610 | Програли в першому раунді                                                                               | Даллас 4, Портленд 3                                                                           |
| 2003-04 | 41   | 41   | .500 | |                                                                                                |
| 2004-05 | 27   | 55   | .329 | |                                                                                                |
| 2005-06 | 21   | 61   | .256 | |                                                                                                |
| 2006-07 | 32   | 50   | .390 | |                                                                                                |
| 2007-08 | 41   | 41   | .500 | |                                                                                                |
| 2008-09 | 54   | 28   | .659 | Програли в першому раунді                                                                               | Х'юстон 4, Портленд 2                                                                          |
| 2009-10 | 50   | 32   | .610 | Програли в першому раунді                                                                               | Фінікс 4, Портленд 2                                                                           |
| 2010-11 | 48   | 34   | .585 | Програли в першому раунді                                                                               | Даллас 4, Портленд 2                                                                           |
| 2011-12 | 28   | 38   | .424 | |                                                                                                |
| Сума    | 1809 | 1587 | .533 | |                                                                                                |
| Плейоф  | 97   | 114  | .460 | 1 чемпіонат                                                                                             |                                                                                                |